# Lisičjakovke
Lisičjákovke (znanstveno ime Lycopodiaceae) so družina primitivnih cevnic. Značilne zanje so spore na specializiranih strukturah na vrhu stebla. Ne cvetijo in nimajo semen.